# Richard Knoller

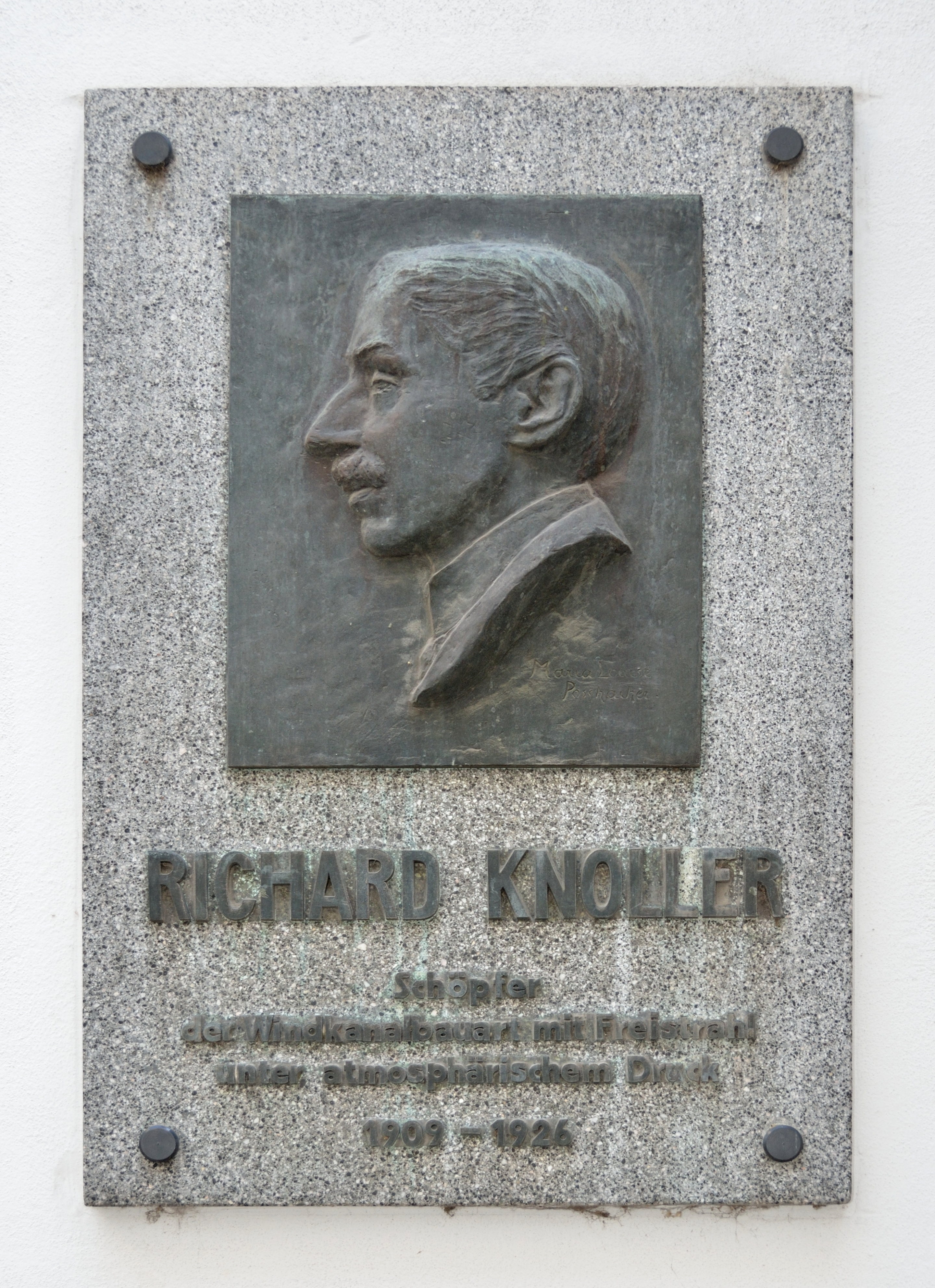
Gedenktafel für Richard Knoller im Innenhof der TU Wien, am Cafe Nelsons mit Resten des Windkanals.

Richard Knoller (* 25. April 1869 in Wien; † 4. März 1926 ebenda) war ein österreichischer Fahrzeugkonstrukteur und Flugwissenschaftler.

## Leben und Wirken
Richard Knoller studierte an der Technischen Hochschule in Wien und schloss 1893 mit Auszeichnung ab. Praktische Erfahrung erwarb er in ausländischen Maschinenfabriken. Nach seiner Rückkehr arbeitete er in der Dampfmaschinenfabrik Th. Schultz & L. Goebel. Bereits zu dieser Zeit begann er mit seinen ersten Veröffentlichungen und beschäftigte sich neben dem Dampfmaschinenbau mit flugtechnischen Problemen.

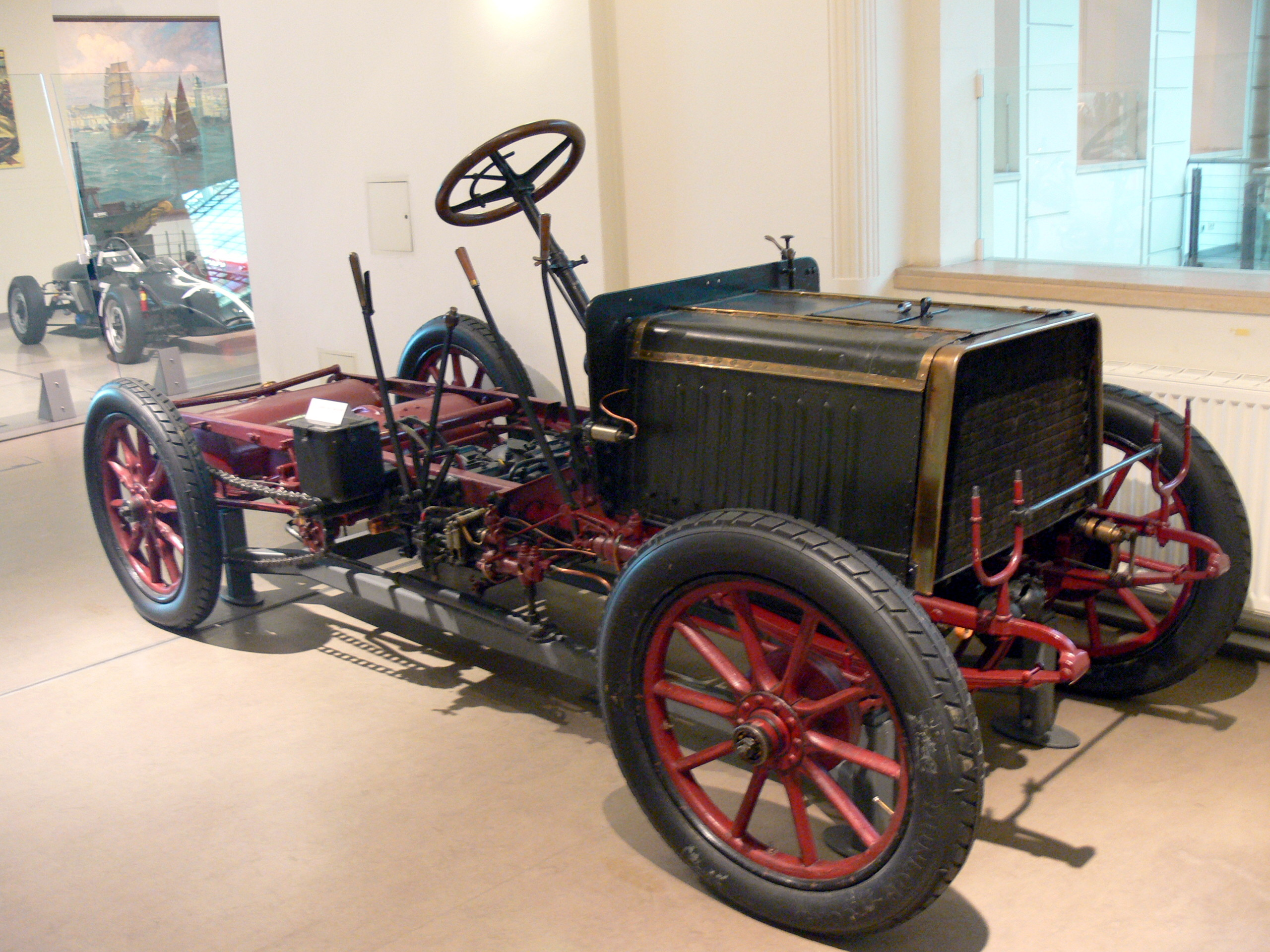
Das Dampfauto von 1904 im Technischen Museum in Wien

Im Jahr 1899 vertrat er offiziell Österreich beim International commercial congress in Philadelphia und lernte dabei neue Fertigungsmethoden kennen. In der Folge widmete er sich vermehrt dem Automobilbau und gründete mit L. Goebel eine Automobilerzeugung. Bei der Pariser Weltausstellung erhielt er für eine Ventilsteuerung die Goldmedaille. Ferner entwickelte er mit Friedmann einen Dampfwagen mit einer Vierradbremse, die mit Ausgleichseinrichtung gleichmäßig auf alle Räder wirkte.
Nebenbei beschäftigte sich Knoller aber weiterhin mit der Flugtechnik und verfasste Schriften über den Flüssigkeitswiderstand, den aerodynamischen Schwebezustand und zahlreiche weitere Themen. Seine wissenschaftliche Arbeit, die er als Assistent bei Johann von Radinger bereits 1895 begann, setzte er 1909 als außerordentlicher Professor am neu installierten Lehrstuhl für Luftschifffahrt und Automobilwesen an der TU Wien fort. 1919 wurde er ordentlicher Professor, zu seinen Assistenten zählte Leo Kirste. Mit Hilfe einer großzügigen Spende durch Arthur Krupp aus Berndorf konnte er beginnen, einen Windkanal zu bauen. Die Besonderheit an diesem Windkanal war, dass er unter atmosphärischem Normaldruck stand. Diese Bauart wurde später oft als Göttinger Windkanal bezeichnet, wobei der Unterschied darin lag, dass im Wiener Typ der Luftstrahl senkrecht und beim neueren Göttinger Typ waagrecht geführt wurde.
Dieser Windkanal konnte 1913 seinen Versuchsbetrieb aufnehmen und stand im Ersten Weltkrieg der Fliegertruppe zur Verfügung. Sämtliche Einrichtungen und Geräte des Kanals wurden von Knoller selbst entworfen. Nach dem Krieg musste der Windkanal zerstört werden. Nach Knollers Angaben wurde jedoch noch in Japan eine ähnliche Einrichtung gebaut.
Während des Krieges arbeitete Knoller als Flugzeugkonstrukteur, wobei er zuerst Modifikationen an bereits bestehenden Flugzeugen entwarf. So erhielt die Albatros B.I vergrößerte Tragflächen. Bei den neueren von ihm entworfenen Flugzeugen griff er auf Techniken aus dem Brückenbau zurück und wollte durch die wegfallende Verspannung den Luftwiderstand reduzieren. Allerdings durften die ersten Modelle wie die Knoller B I und die Knoller C I, die teils von Aviatik, teils von Thöne & Fiala gebaut wurden, auf Grund ihrer Gefährlichkeit beim Fliegen nicht starten. Auch die nächsten Typen wie die Knoller C II wurden laufend wieder eingezogen. Ein Modell dieses Flugzeuges befindet sich im Technischen Nationalmuseum in Prag. Vor Kriegsende wurde nur mehr ein Jagdflugzeug entwickelt, das aber über Testflüge nicht hinauskam.
Nach dem Krieg widmete sich Knoller wieder vermehrt der Lehrtätigkeit und der theoretischen Weiterentwicklung. Zu seinen bedeutendsten Untersuchungen zählt die theoretische Erklärung des negativen Widerstandes von Tragflächen. Experimentell wurde der Effekt durch seinen Nachfolger Richard Katzmayr nachgewiesen. Der vor allem bei Segelflugzeugen bedeutende Effekt wird daher als Knoller- oder Katzmayr-Effekt bezeichnet.
Richard Knoller, verheiratet mit Mathilde Andreae, Tochter von Emil Andreae († 1895 in Wien, Alter: 72; erster technischer Direktor der DDSG) und Karoline Edler von Takacs († 1895 in Wien), verstarb, nach langem, schwerem Leiden, in seiner Wohnung in Wien-Mariahilf, Köstlergasse 6.
Sein ehrenhalber gewidmetes Grab befindet sich auf dem Grinzinger Friedhof (Gruppe MA, Nummer 34) in Wien.